# Musée de l'Aventure Peugeot

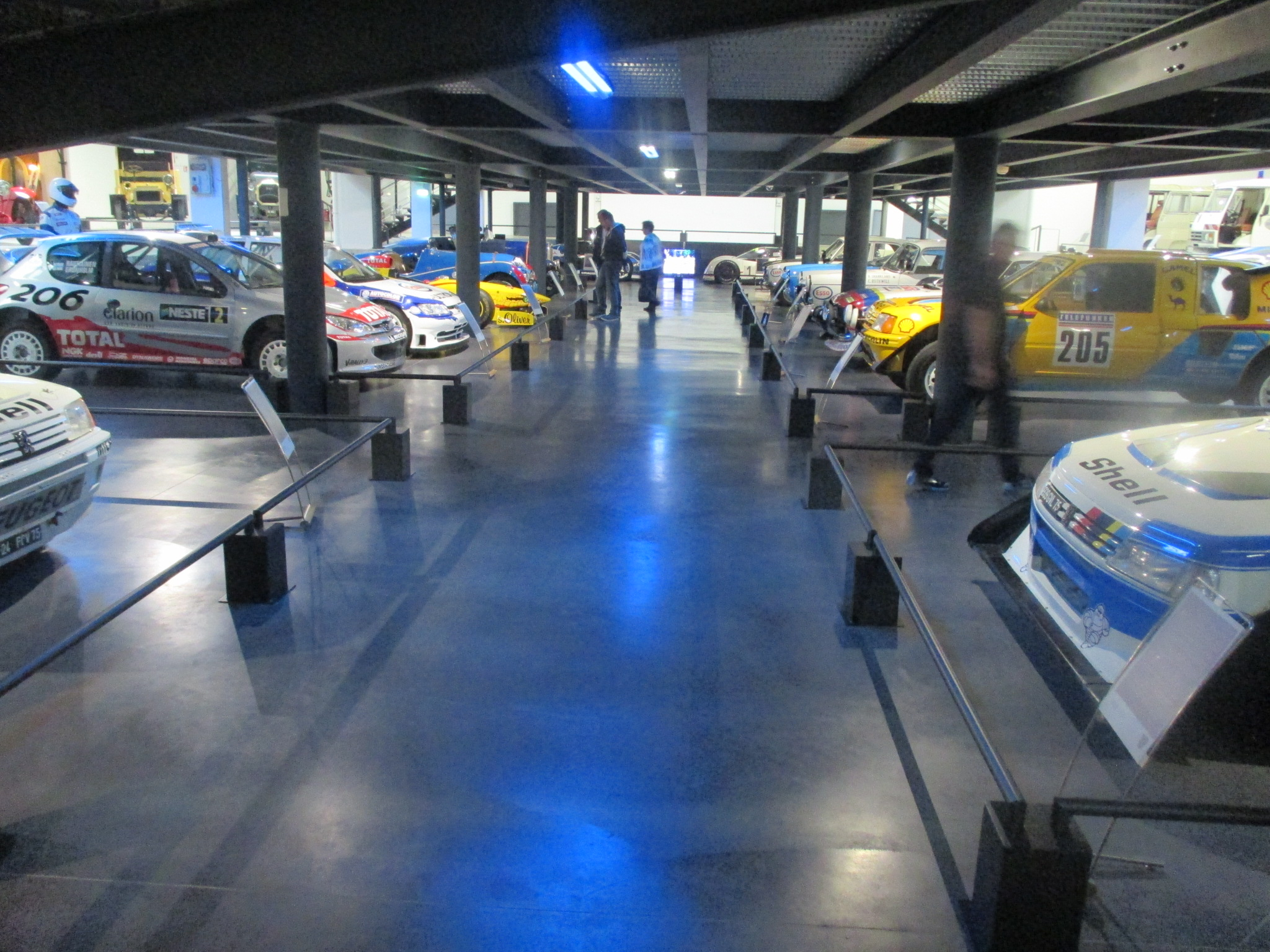
Vista dell'interno

Il Musée de l'Aventure Peugeot (Museo dell'Avventura Peugeot), chiamato anche Museo Peugeot, è un museo storico dell'automobile dedicato al marchio automobilistico Peugeot, situato a Sochaux, in Francia.
Il museo è stato fondato dai membri della famiglia Peugeot ed inaugurato nel 1988; è collocato dall'altra parte della strada rispetto allo stabilimento Peugeot di Sochaux.
Il museo accoglie una mostra incentrata sull'evoluzione industriale della Peugeot, in particolar modo sulla produzione automobilistica dell'azienda. All'interno sono presenti vari manufatti prodotti da Peugeot durante la sua storia
comprese le biciclette, articoli e strumenti per la casa. Ka parte maggiore del museo accoglie tutte le vetture prodotte da Peugeot durante la sua storia.
In occasione del 200º anniversario dell'azienda, il museo è stato ampliato e ristrutturato.